# Juraj Jakubisko
Juraj Jakubisko (n. 30 aprilie 1938, Kojšov, Košický kraj, Slovacia – d. 24 februarie 2023, Praga, Cehia) a fost un regizor de film slovac, reprezentant al noului val. A regizat 15 filme artistice de lungmetraj între 1967 și 2008, ca de exemplu Păsări, orfani și nebuni (1972) sau Elizabeth de Bathory, contesa însângerată (2008). A realizat și scenariul câtorva filme pe care le-a regizat (ca de exemplu Păsări, orfani și nebuni, Tisícročná včela din 1983 sau Perinbaba din 1985). În 2000 a fost numit cel mai bun regizor slovac al secolului al XX-lea de către criticii de film și jurnaliști. Munca sa este catalogată adesea ca realism magic.

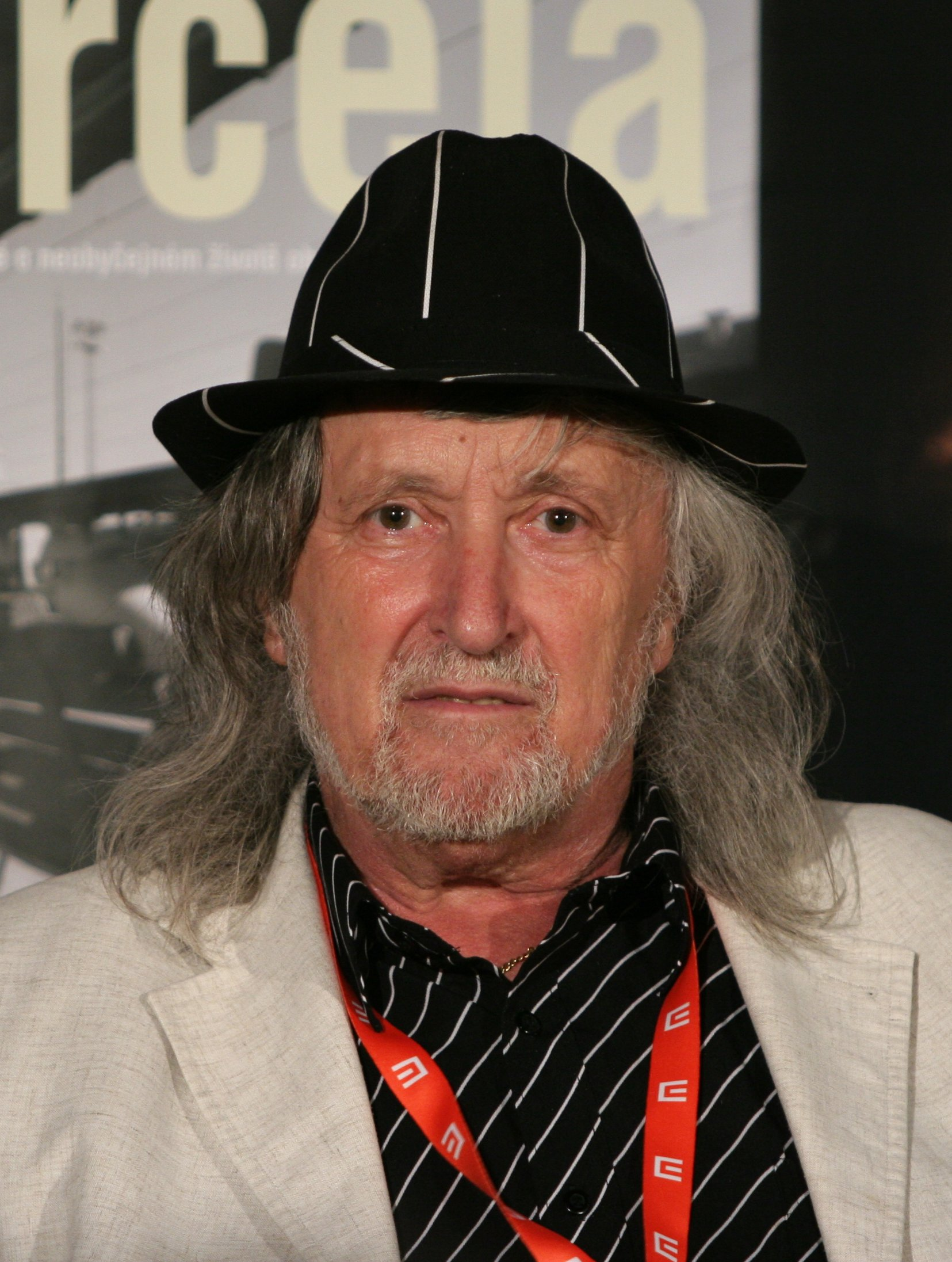
Juraj Jakubisko la Festivalul Internațional de Film de la Karlovy Vary (a 42-a ediție din 2007)

## Biografie
S-a născut în comuna Kojšov din Cehoslovacia, azi în Slovacia.
Înainte de a intra în industria filmului, Jakubisko a învățat fotografia de platou la o școală secundară pentru arte aplicate din Bratislava și a lucrat pentru o companie de televiziune din Košice. În 1960 s-a mutat la Praga, unde a urmat Școala de Film și Televiziune a Academiei de Interpretare Artistică (Filmová a televizní fakulta Akademie múzických umění v Praze, FAMU), unde a studiat regia de film sub îndrumarea lui Václav Wasserman. A absolvit în 1965 și a început să lucreze cu Alfréd Radok la cinematograful Laterna Magika din Praga. El a început să devină faimos la nivel internațional cu filmele sale experimentale de scurtmetraj înainte de a regiza primul său film de lungmetraj Kristove roky în 1967. Acest film a câștigat un premiu FIPRESCI și un premiu Josef von Sternberg în Mannheim, Germania. În momentul apariției filmului, regizorul era considerat una din marile speranțe ale filmului modern contemporan. Următorul său film de lung metraj, Zbehovia a pútnici, o antologie antirăzboi formată din trei părți care începe cu primul război mondial și se termină cu un război nuclear apocaliptic, a câștigat premiul Micul Leu de Aur pentru tinerii artiști de la Festivalul de Film de la Veneția.
Cariera lui Jakubisko a fost puternic afectată de evenimentele politice din Cehoslovacia, lucrările sale fiind cenzurate în perioada care a urmat invaziei țărilor Pactului de la Varșovia, conduse de sovietici, ca răspuns la Primăvara de la Praga (1968). În timpul perioadei de „normalizare” care a urmat, a realizat câteva documentare, dar nu și filme importante. A filmat în 1976 documentarul Trei saci de ciment și un cocos viu (Tri vrecia cementu a živý kohút), dar filmul a avut premiera peste doi ani, în 1978.
A revenit la filmul artistic de lungmetraj în 1979 cu Construiește case, plantează copaci (Postav dom, zasaď strom), care totuși a fost interzis pentru mesajele anti-regim, dar nu înainte de a avea o recepție pozitivă la un festival de film în Amsterdam. Succesul de la Amsterdam s-a dovedit a fi revigorant pentru munca lui Jakubisko, a urmat o perioadă destul de fertilă, culminând cu filmul epic din 1983 Albina de o mie de ani (Tisícročná včela). Acest film a avut un succes uriaș, cu toate biletele vândute în cinematografe multe timp de la premiera sa. Filmul a câștigat premii la festivalurile de film din Sevilla și Veneția și a fost numit mai târziu cel mai bun film al anilor 1980 de către jurnaliștii cehoslovaci.
În 1985, Jakubisko a regizat un film pentru copii, Perinbaba (Scuturătoarea de perne), cu Giulietta Masina, soția lui Federico Fellini, cu care Jakubisko avea o prietenie strânsă. Filmul lui Sedím na konári a je mi dobre (Stau pe creangă și mi-e bine, 1989), lansat cu trei luni înainte de sfârșitul regimului comunist din Cehoslovacia, a adus alte aprecieri pe plan internațional pentru Jakubisko, inclusiv Marele Premiu la Festivalul Internațional de Film de la Moscova în 1990. În același an a avut premiera o altă peliculă a lui Jakubisko, filmul de groază suprarealist Dovidenia v pekle, priatelia! (Ne vedem în iad, prieteni!) , care a fost terminat în 1970 dar a fost interzis 20 de ani de cenzura comunistă.
Jakubisko și soția sa Deana Horváthová s-au mutat la Praga ca urmare a dizolvării Cehoslovaciei în 1993 și au înființat o companie de producție, Jakubisko Film. Următorul film de lung metraj al lui Jakubisko a fost Nejasná zpráva o konci světa (Raport confuz de la capătul lumii, 1997), o comedie satirică bazată pe profețiile lui Nostradamus. Este o viziune magică și realistă a unei lumi neechilibrate care are loc într-un sat din munți, la sfârșitul lumii - într-un timp necunoscut. Filmul a câștigat patru premii Leul Ceh. În 1998, Jakubisko s-a alăturat Academiei Europene de Film și a fost, de asemenea, recompensat cu premiul Maverick la Festivalul de Film Taos Talking Pictures din New Mexico. În 2000 a fost numit cel mai bun regizor slovac al secolului al XX-lea de către scenariști și a câștigat Sigiliul de Aur la Belgrad pentru contribuția sa la cinematografia mondială.
În iunie 2001 Jakubisko a fost numit lector universitar la Facultatea de Film și Televiziune a Academiei de Arte Plastice din Praga (Filmová a televízna fakulta, FAMU), unde are un alma mater, și a fost distins cu un premiu pentru întreaga activitate de către Academia de Arte Frumoase Masaryk din Praga (Akademie výtvarných umění v Praze, AVU). În 2002 a primit Leul Ceh pentru realizări artistice și a primit Crucea Pribinei de la Guvernul Slovaciei, un premiu special acordat celor care au contribuit la dezvoltarea economică, socială sau culturală a Slovaciei. Următoarele sale filme au fost a fost Post coitum (în 2004), o comedie despre dragoste cu Franco Nero și Bathory (Elizabeth de Bathory, contesa însângerată în 2008), un film despre viața contesei Elisabeta Báthory, cunoscută pentru infamiile comise prin torturarea și uciderea a câtorva sute de fete. 

### Activități ulterioare
În mai 2012, în Praga, la 74 de ani, a fost supus unei proceduri chirurgicale de transplant de inimă.
În anul 2013, Juraj Jakubisko a publicat prima parte a autobiografiei sale, Živé stříbro (cu sensul de Argintul viu).
În 2018-2019 , a lucrat la filmul Perinbaba 2 (Mother Frost 2), o continuare a filmului Perinbaba (The Feather Fairy sau Scuturătoarea de perne) din 1985, filme bazate povestea Fântâna fermecată (în germană Frau Holle) de Frații Grimm. Filmul este în faza de post-producție și va avea premiera în cinematografele din Slovacia și Republica Cehă la sfârșitul anului 2019.
Juraj Jakubisko a locuit în Praga.

## Filmografie
- Poslední nálet, 1960
- Každý den má své jméno, 1960
- Strieborný vietor, 1961
- První třída, 1962
- Mlčení, 1963
- Déšť, 1965

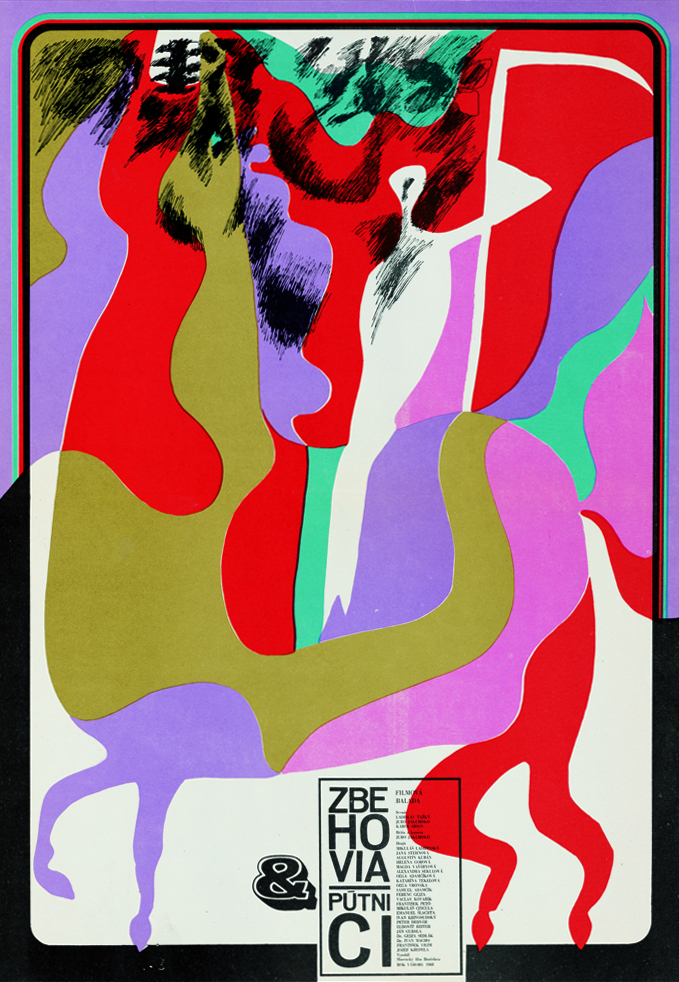
Afișul oficial al filmului Zbehovia a pútnici, 1968

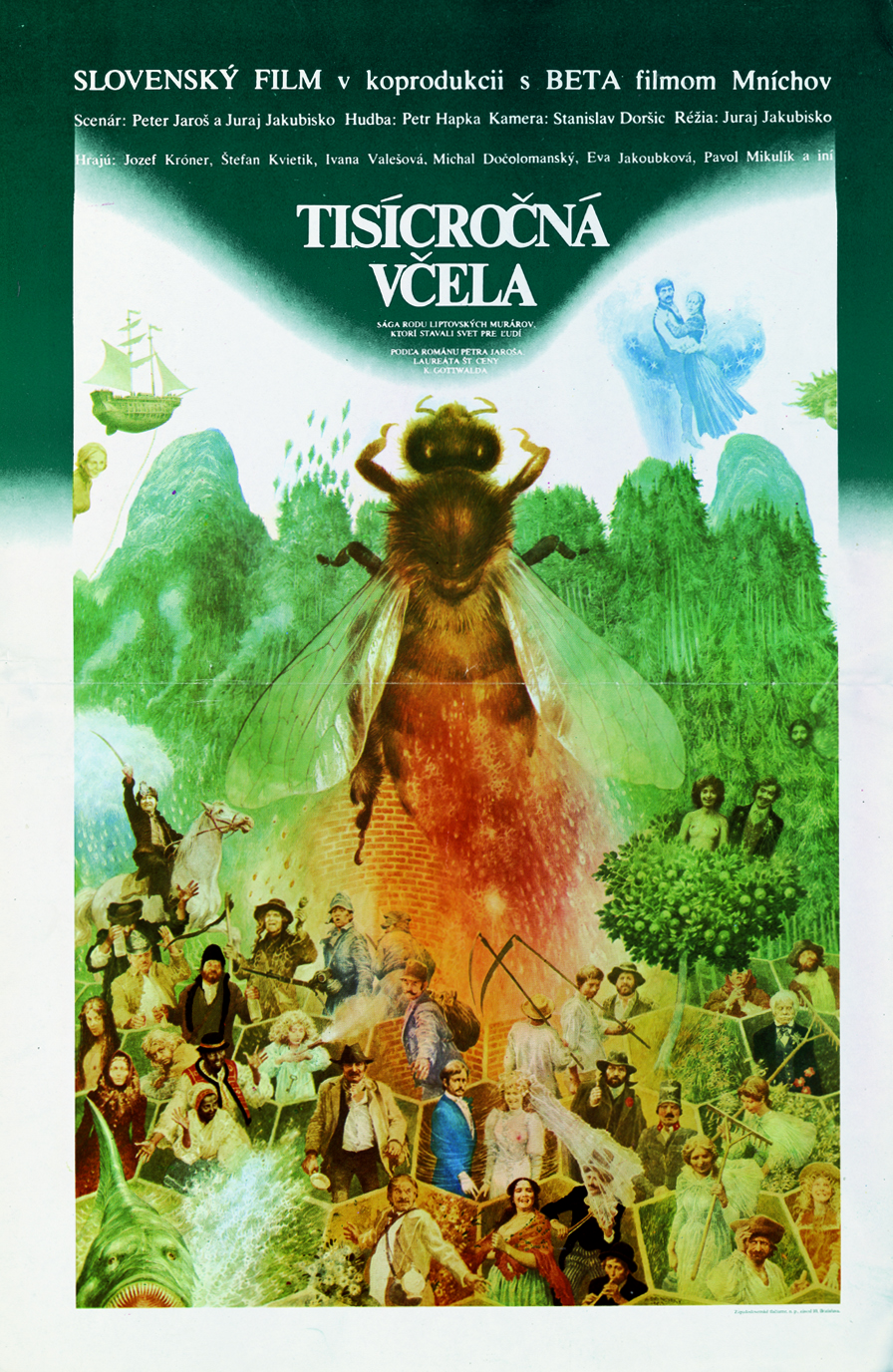
Afișul oficial al filmului Tisícročná včela, 1983

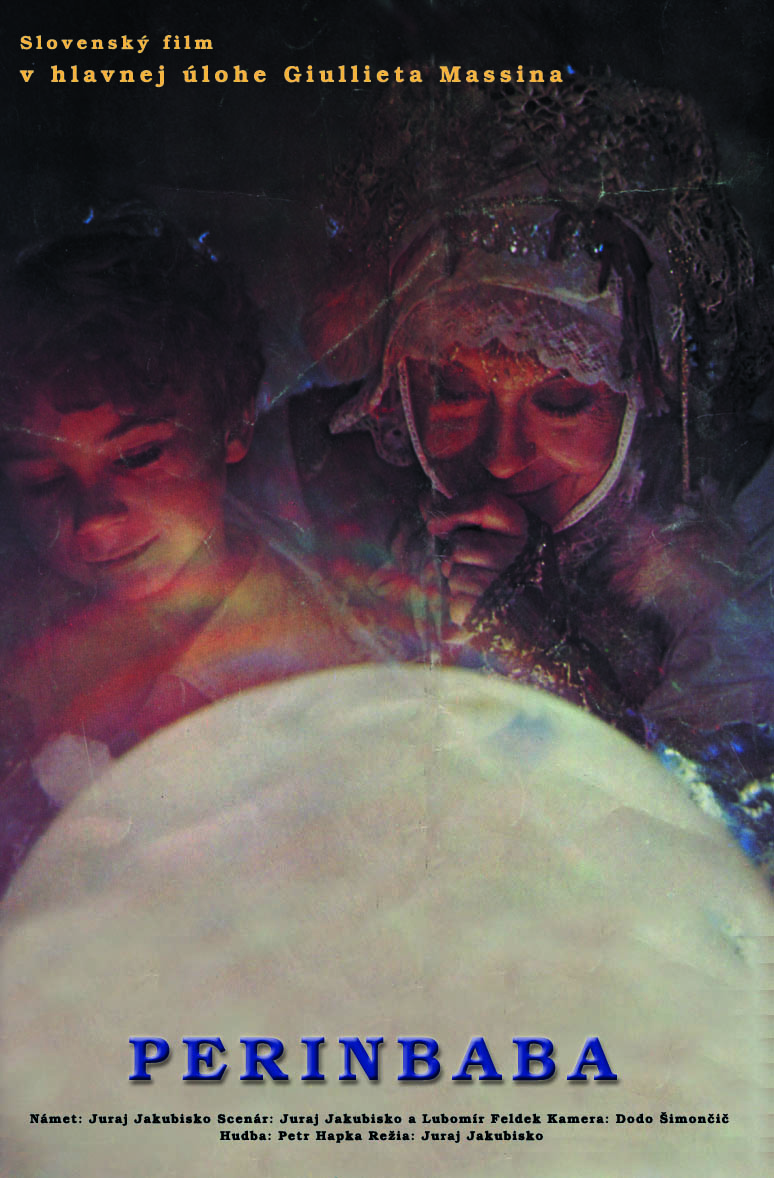
Afișul oficial al filmului Perinbaba, 1985

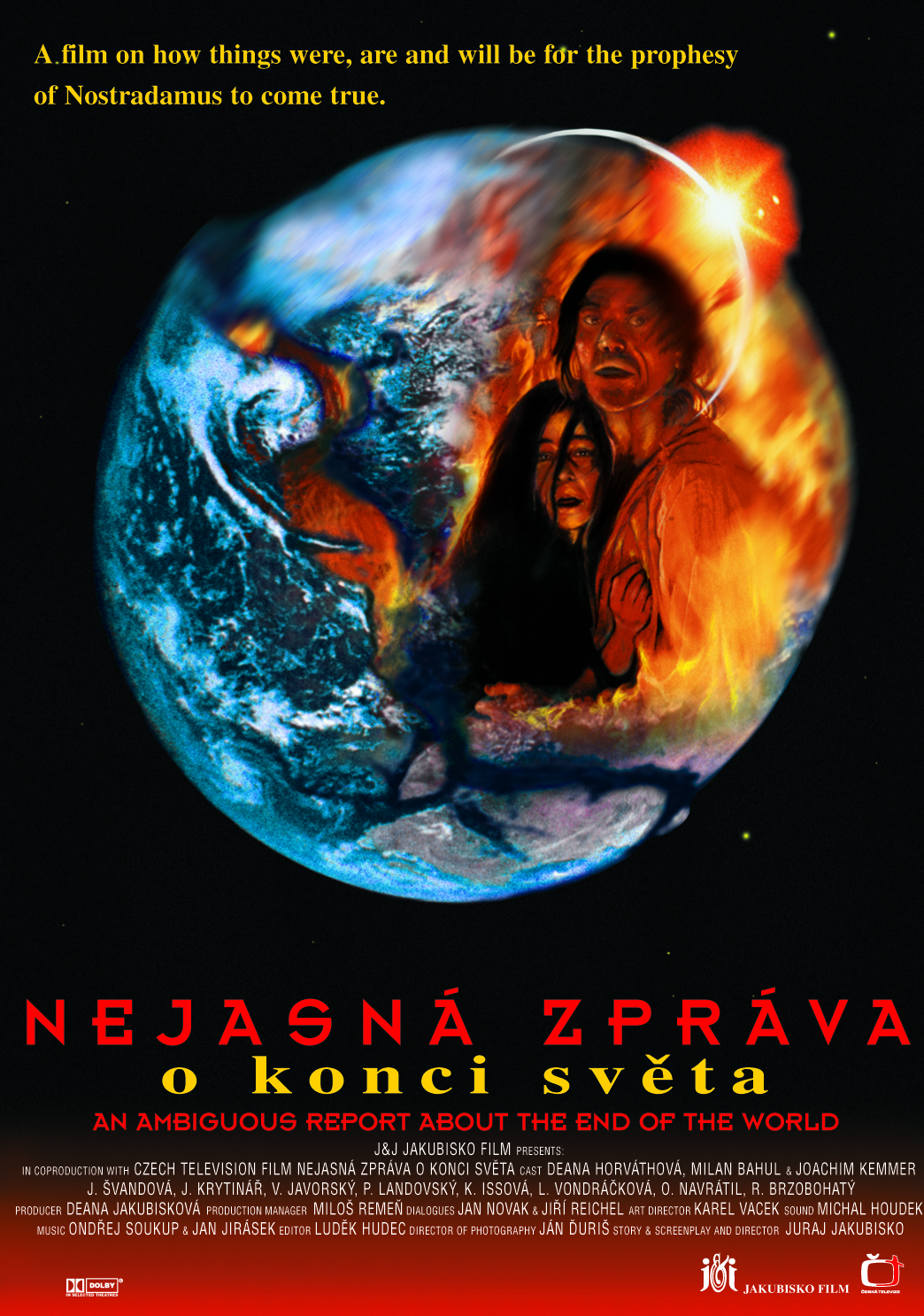
Afișul oficial al filmului Nejasná zpráva o konci světa, 1997

- Čekají na Godota (ro.: Așteptându-l pe Godot), 1965, scurtmetraj
- Kristove roky (Anii lui Christos), 1967, primul său film de lungmetraj
- Zbehovia a pútnici, 1968, lungmetraj
- Vtáčkovia, siroty a blázni (ro.: Păsări, orfani și nebuni), 1969
- Stavba storočia, 1972; documentar
- Slovensko - krajina pod Tatrami, 1975; documentar TV
- Bubeník Červeného kríža, 1977; documentar
- Tri vrecia cementu a živý kohút, 1978; documentar
- Postav dom, zasaď strom, 1980
- Nevera po slovensky, 1981; miniseral TV cu 2 părți
- Tisícročná včela (Albina de o mie de ani), 1983[25]
- Perinbaba, 1985. Adaptare a unui basm de frații Grimm.
- Pehatý Max a strašidlá, 1987
- Frankensteinova teta, 1987; miniserial TV
- Sedím na konári a je mi dobre, 1989[26]
- Dovidenia v pekle, priatelia, 1969/70, lansat în  1990
- Takmer ružový príbeh, 1990
- Lepší je být bohatý a zdravý než chudý a nemocný, 1992
- Nejasná zpráva o konci světa, 1997
- Post coitum, 2004
- Bathory (ro.: Elizabeth de Bathory, contesa însângerată), 2008
- Perinbaba 2, 2019

### Filme cenzurate
Patru filme ale lui Jakubisko au fost cenzurate: Kristove roky din 1967, Zbehovia a pútnici din 1968, Vtáčkovia, siroty a blázni din 1969 și Dovidenia v pekle, priatelia din 1969/70, lansate în 1990 după Revoluția de catifea din Cehoslovacia.

## Vezi și
- Noul val cehoslovac (cinematografie)
- Listă de regizori slovaci
- Listă de regizori cehi

## Legături externe
- Juraj Jakubisko la CineMagia.ro
- Juraj Jakubisko la Internet Movie Database